# Agustín Gómez Silingo
Agustín Gómez Silingo (La Plata, 1 de agosto de 1983) es un jugador profesional de pádel argentino. Ocupa la 32.ª posición en el ranking World Padel Tour.

## Carrera
Agustín comenzó a una edad temprana a jugar al pádel y en 1999 disputó el Mundial de pádel júnior. En 2004 fue a España a disputar el circuito profesional, en el que se ha mantenido desde entonces entre los mejores y ha ganado algunos torneos. 
En 2004 jugó junto a Daniel Sandoval primero y Fernando Cavalleri después, logrando rápidamente sortear las clasificaciones y meterse en el cuadro principal de varios torneos. En el Open Challenger Ciudad de Marbella alcanzó las semifinales junto a Sandoval, donde perdieron ante los campeones Hernán Auguste / Cristian Gutiérrez.
En 2008 jugando junto a Maxi Grabiel, ganó su primer torneo: el Master de Valladolid, ganando en la final a Fernando Belasteguín y Juan Martín Díaz. En 2010 ganó el Master de Madrid, junto a Maxi Grabiel   también. Después jugó junto a Gaby Reca. Con Gaby Reca ganó su primer torneo en Córdoba, al ganar en la final a Miguel Lamperti y Cristián Gutiérrez. En el 2016 formó pareja deportiva junto a Adrián Allemandi.
En 2016 ganó el Mundial de pádel disputado en Portugal, jugando con la selección de Argentina de pádel, a pesar de perder su partido junto a Maxi Sánchez.
En 2017 su nueva pareja deportiva fue Maxi Grabiel, sin embargo, en julio de 2017 tuvo que decir definitivamente adiós a la temporada tras una lesión en el hombro.
Una vez recuperado de su lesión, regresó a las pistas en 2018, convirtiéndose Adrián Allemandi en su nueva pareja deportiva. Ambos lograron disputar una final, en el Master de Argentina, disputado en Buenos Aires, donde cayeron derrotados por 7-6, 4-6 y 2-6 frente a Maxi Sánchez y Sanyo Gutiérrez.
En 2019 llegan, de nuevo, a una final de World Padel Tour. Lo hicieron en el Valencia Open durante el mes de julio. En la final cayeron derrotados por 7-6, 5-7 y 3-6 frente a Alejandro Galán y Pablo Lima.

## Padel Pro Tour-World Padel Tour

### Títulos
| N.º | Año                 | Torneo     | Pareja       | Oponentes en la final                 | Resultado   |
| --- | ------------------- | ---------- | ------------ | ------------------------------------- | ----------- |
| 1.  | 6 de julio de 2008  | Valladolid | Maxi Grabiel | Juan Martín Díaz Fernando Belasteguín | 3-6 6-4 6-4 |
| 2.  | 30 de mayo de 2010  | Madrid     | Maxi Grabiel | Pablo Lima Juani Mieres               | 3-6 6-3 6-4 |
| 3.  | 19 de junio de 2011 | Córdoba    | Gabriel Reca | Cristian Gutiérrez Miguel Lamperti    | 6-4 6-2     |

### Finales
| N.º | Año                      | Torneo       | Pareja         | Oponentes en la final                 | Resultado   |
| --- | ------------------------ | ------------ | -------------- | ------------------------------------- | ----------- |
| 1.  | 3 de julio de 2011       | Valladolid   | Gabriel Reca   | Juan Martín Díaz Fernando Belasteguín | 2-6 2-6     |
| 2.  | 16 de septiembre de 2012 | Acapulco     | Gabriel Reca   | Pablo Lima Juani Mieres               | 1-6 0-4 ab  |
| 3   | 11 de noviembre de 2018  | Buenos Aires | Tito Allemandi | Sanyo Gutiérrez Maxi Sánchez          | 7-6 4-6 2-6 |
| 4   | 14 de julio de 2019      | Buenos Aires | Tito Allemandi | Pablo Lima Alejandro Galán            | 7-6 5-7 3-6 |